# 速度位
速度位（Velocity Potential）被使用在流體動力學上，當流體占滿單連通區且無旋性。
如此情況：
{\displaystyle \nabla \times \mathbf {u} =0}
這裡{\displaystyle \mathbf {u} }是流體的流速。所以，{\displaystyle \mathbf {u} }可表示為純量函數{\displaystyle \Phi \;}的梯度：
{\displaystyle \mathbf {u} =\nabla \Phi \;}
{\displaystyle \Phi \;}是對於{\displaystyle \mathbf {u} }的速度位。
速度位不是唯一的。若{\displaystyle a\;}是一個常數，{\displaystyle \Phi +a\;}也是對於{\displaystyle \mathbf {u} }的速度位。反過來說，若{\displaystyle \Psi \;}是對於{\displaystyle \mathbf {u} }的速度位，則{\displaystyle \Psi =\Phi +b\;}，而b是個常數。
不同於流函數，速度位可以存在於三維流中。